# 萱野茂二風谷アイヌ資料館

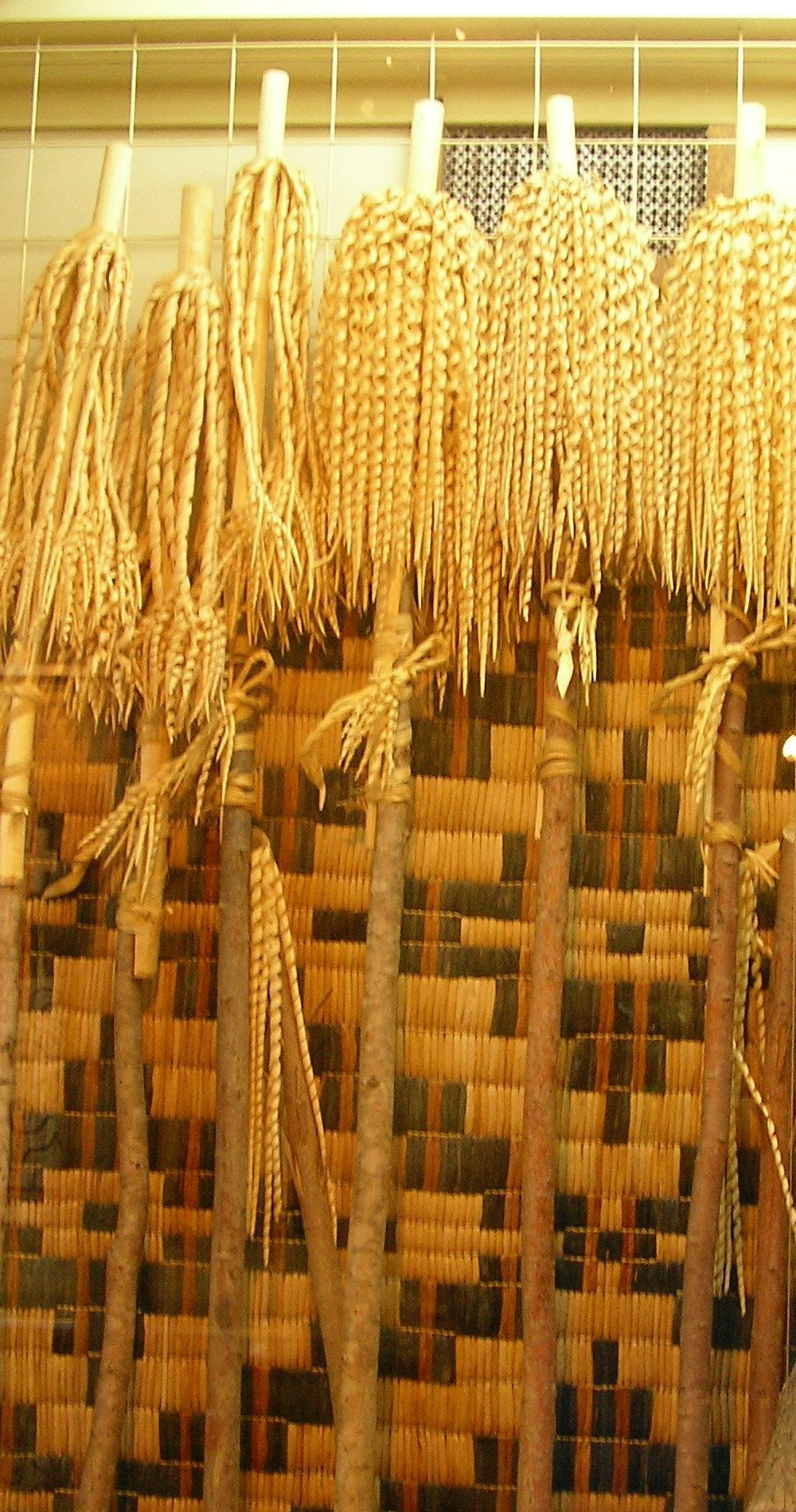
館内に展示されているアイヌの祭具、イナウ。

萱野茂二風谷アイヌ資料館（かやのしげるにぶたにアイヌしりょうかん）は北海道沙流郡平取町二風谷にある博物館。萱野茂が館長を務めていたことで有名である。現在の館長は茂の次男の萱野志朗。
アイヌ民族研究家で参議院議員だった萱野茂の個人コレクションを展示している。アイヌ民族関係の所蔵品だけではなく、世界各地の先住・少数民族の生活・工芸資料も数多く陳列されている。

## おもな展示物
- 博物館内
  - アイヌ民具：約600点
  - 世界各地の先住・少数民族の民具：約600点
  - 赫哲族の民俗と生活を描いた絵画：約50点
- 屋外
  - チセ（復元伝承家屋）
  - 金田一京助の歌碑
  - 縁結び夫婦石

## 所在地・開館時間等
- 所在地：北海道沙流郡平取町二風谷79
- 春-秋季開館
- 開館時間：9:00-16:30
- 休館日：特になし
- 冬季休館（12月-3月・期間中の開館は館長と事前に相談）

## アクセス
- バス：JR富川駅から道南バスで約20分
- 自家用車：JR富川駅から約25分

## その他
- 1972年に、「二風谷アイヌ文化資料館」としてオープンする。手狭になり平取町に寄贈された展示物が、1992年開業の平取町立二風谷アイヌ文化博物館に展示・保存されている。
- 「北海道二風谷及び周辺地域のアイヌ生活用具コレクション」として国の重要有形民俗文化財に指定されている。[2]

- 2012年8月9日、午前11時過ぎに敷地内のチセが2棟全焼した。